# شعبان باشا
شعبان باشا هو ثالث باشا من عهد الباشوات الثلاثون الذين حكموا أيالة الجزائر، حكم الجزائر في الفترة (1592-1595)، خلفا لسابقه الخضر باشا.

## فترة حكمه للجزائر
حكم الجزائر مدة ثلاث سنوات لم يسجل منها التاريخ سوى الطاعون و المجاعة اللتان ضربتا البلاد و عاصفة هوجاء سنة 1593 حطمت عددا من مراكب الرياس و في جويلية 1595 توجه شعبان باشا إلى القسطنطينية.